# Ландман (село)
Ландман (каз. Ландман) — село в Алтайском районе Восточно-Казахстанской области Казахстана, историческое немецкое поселение, первое упоминание которого относится к 1895 году. Его название (нем. Landmann) в переводе с немецкого означает «земледелец». Входит в состав Малеевского сельского округа. Находится на правом берегу реки Берёзовки у северо-восточной окраины районного центра, города Алтай. Код КАТО — 634833300.

## История
Экономика и Сельское хозяйство
На протяжении многих лет основным видом деятельности в Ландмане было сельское хозяйство. Здесь выращивались зерновые культуры на обширных полях, а также в теплицах выращивали овощи и фрукты, такие как огурцы и арбузы. В селе существовали селекционные предприятия, где проводились эксперименты с различными посадками.
Также в Ландмане был Клуб, магазин продуктов и медицинский пункт, что обеспечивало базовые потребности местных жителей. В «Ландманской школе» обучение велось по четырём классам, а большинство жителей села работали в «Березовском совхозе, в отделении № 2». В совхозе был сад, где выращивали яблоки, вишню и другие плодовые деревья. Переименование улицы Советской на улицу Садовую, символизирует важность садоводства и садовой культуры в истории Ландмана.
Однако после распада совхоза в 1990-х годах многие учреждения, такие как клуб, и медпункт прекратили свою деятельность.
Транспорт и Инфраструктура
В Ландмане долгое время функционировала автобусная остановка, откуда городской автобус связывал село с близлежащими населёнными пунктами. Со временем, с развитием инфраструктуры и уменьшением спроса на общественный транспорт, автобусное сообщение прекратилось.
До 2013 года Ландман входил в состав упразднённого Берёзовского сельского округа.
В 2020/2021 годах в селе была построена блочно-модульная станция (БМС) для обеспечения питьевой водой.

## Книги и рассказы
Из истории И. И. Шеленберга, о прибытии немцев в Сибирь, в том числе колхоза имени «Ландман» 1736г.

## Население
Согласно архивам начиная с 1940-х годов, в селе Ландман проживало много этнических немцев, также было немного русских и значительное число украинцев. Архивные документы о жителях Ландмана можно найти в источниках таких как КПСУ ГП РК, ГА ВКО, база данных «Жертвы политического террора в СССР», Центр «Возвращенные имена» в Нижнем Тагиле, а также в Книге памяти советских немцев — узников Тагиллага.
Информация о политических репрессиях показывает, что на период с 1895 по 1916 годы в селе проживали около 17 этнических немцев. Это подтверждает значительное присутствие немецкого населения в этой местности.
| 1895 1916 | 1999 | 2009 | 2021 | Мужчины 2009 | Мужчины 2021 | Женщины 2009 | Женщины 2021 |  |
| --------- | ---- | ---- | ---- | ------------ | ------------ | ------------ | ------------ |  |
| 17        | 81   | ▼51  | ▼35  | 25           | ▼20          | 26           | ▼15          |  |

## Ландшафт и природа
Одной из уникальных черт Ландмана является его живописный ландшафт. Центральная улица Садовая открывает вид на лес и реку Березовка. Обилие растительности создает неповторимый аромат, а дачники в летний сезон, в этом районе занимаются пчеловодством.
Гора Ревнюха

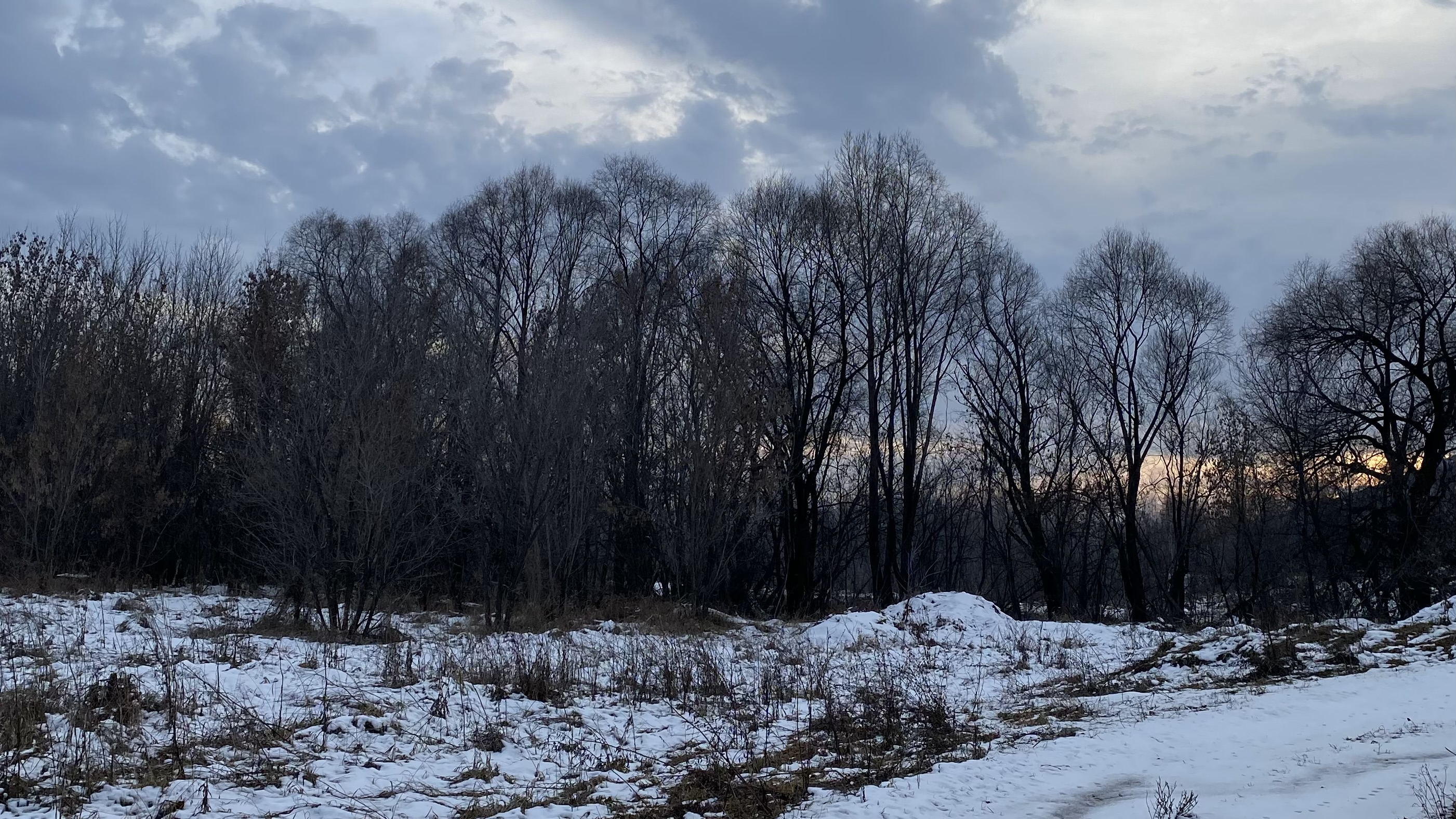
Зимний лес, Ландман 2023 г.

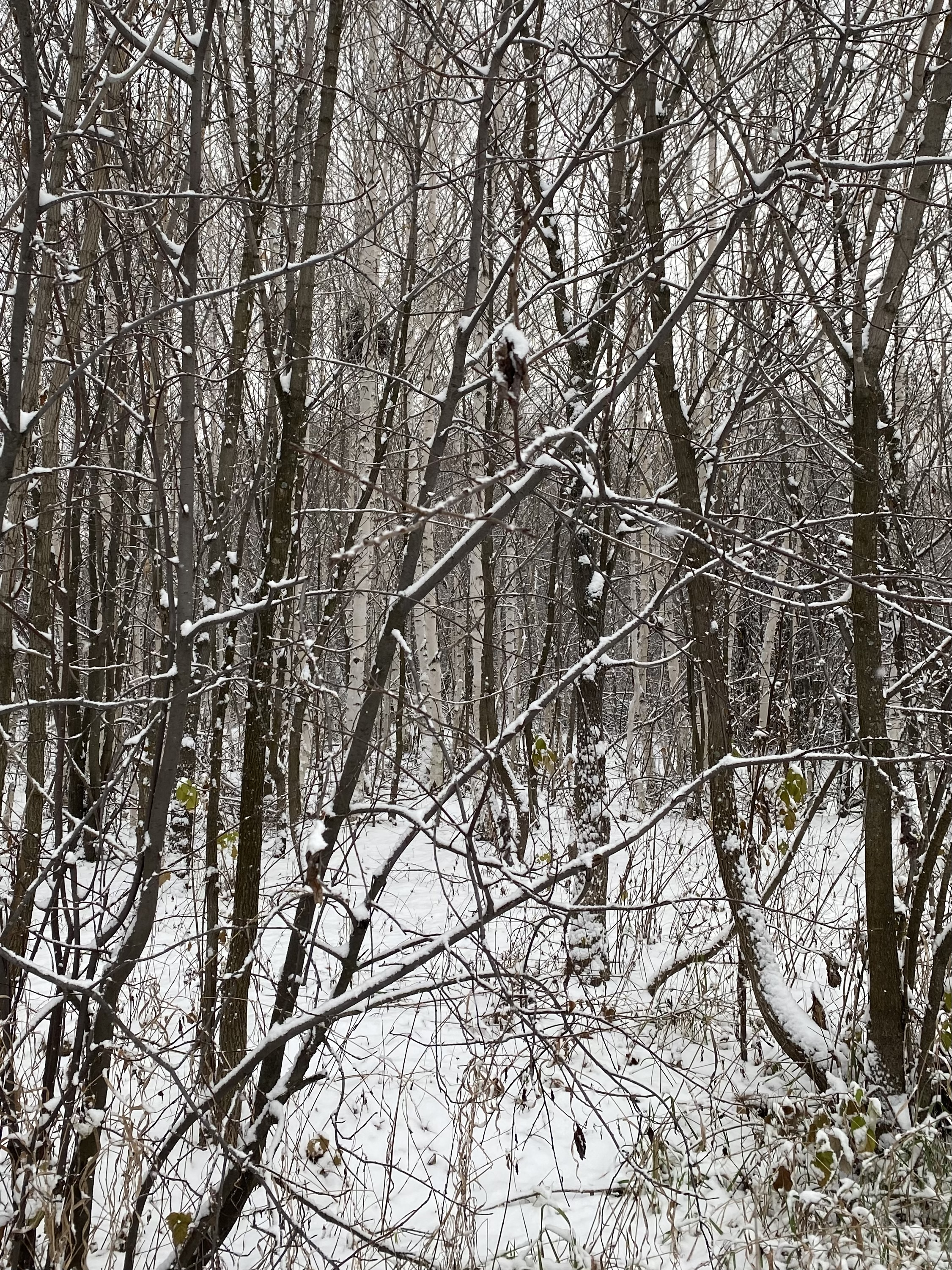
Зимний лес, Ландман 2023 г.

Название «Ревнюха» получила благодаря особенностям растительности, которая преобладает на её склонах. С течением времени, на горе стало обильно расти растение, известное как ревень. Жители села собирали ревень с горы Ревнюха.

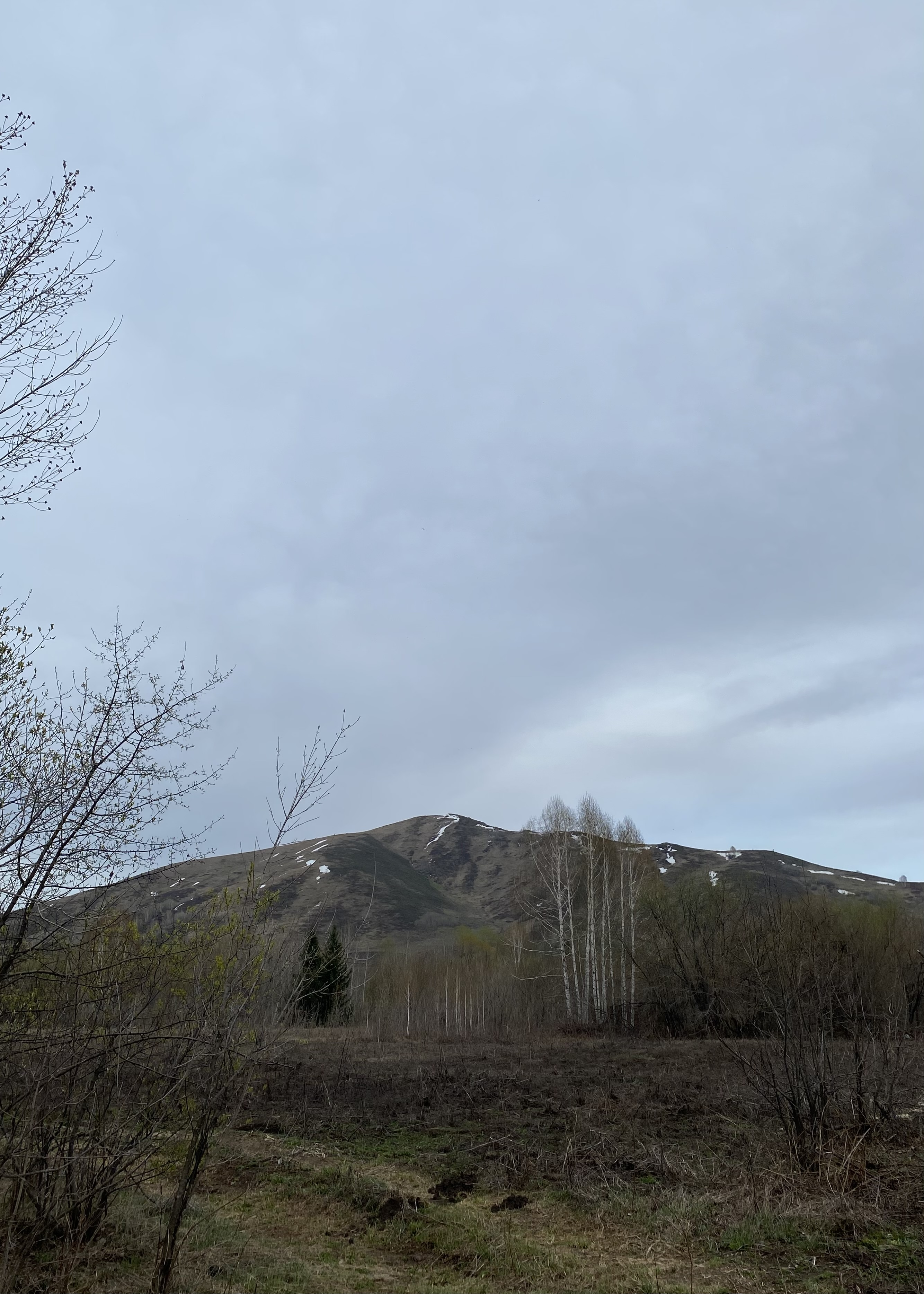
Вид на гору «Ревнюха», Ландман 2024 г.